# Binacua
Binacua es un pueblo situado sobre un altozano al pie de la sierra de San Juan de la Peña, en la vertiente norte del monte Cuculo, en la margen izquierda del río Aragón, con una altitud de 761 metros. Pertenece al municipio de Santa Cruz de la Serós, en la Jacetania, provincia de Huesca, Aragón, España. Forma parte del Itinerario de la Ruta Monumental de la canal de Berdún que integra doce localidades con iglesias, ermitas y castillos de interés.

## Historia
De 1056 es la primera mención de Vinaqua, en la que sus vecinos actúan como testigos de una donación. Hasta el siglo XIX fue señorío de abadengo, dependiente del monasterio de Santa Cruz de la Serós –desde el siglo XVI de las benedictinas de Jaca-. Esta vinculación, aunque antigua, es posterior al 992, fecha de una falsa carta de donación de la villa por Sancho Garcés II. También es espuria la hecha por Pedro I en 1100, que tres años antes sí había entregado al
cenobio las casas de Binaqua propiedad de la difunta abadesa doña Sancha. En el siglo XII está constatada la existencia de viñedos (venta de las viñas Ariola y Assa).

## Patrimonio

### Iglesia de los Ángeles Custodios
Se construyó en el siglo XI con una nave rectangular que remata en un ábside semicircular, que tiene una ventana con doble derrame en el centro visible desde el interior del templo, y está cubierto con bóveda de cuarto de esfera. Se siguieron las pautas del estilo románico lombardo, como se comprueba en el lado sur del ábside donde perviven tres arquillos ciegos y dos lesenas (pilastras). Los lados norte y este del ábside fueron destruidos por un rayo y han sido reconstruidos de forma elemental, sin reponer los arquillos y lesenas desaparecidos.
Debió de sufrir un derrumbe que obligó a la reconstrucción parcial, ya en el siglo XII, de acuerdo con el estilo románico procedente de la catedral de Jaca. Así se comprueba en la portada, con arco de medio punto y cuatro arquivoltas de gran tamaño, decoradas del exterior al interior, por el ajedrezado jaqués, una serie de bolas, un baquetón y una banda sin ornamentar. El tímpano, "uno de los más originales entre los aragoneses", está ocupado por el crismón, como es frecuente en las iglesias románicas del entorno, y a sus lados aparece, dentro de un círculo, un grifo y un cervatillo que miran al crismón; en las enjutas de los tres círculos aparecen dos cabezas barbadas labradas de manera rudimentaria. La puerta está flanqueada por dos columnas que rematan en capiteles figurativos, uno con serpientes enroscadas y el otro con aves afrontadas, ejecutadas con cierta tosquedad. En el muro del pórtico, a la derecha del espectador, se insertó una lápida funeraria fechada en 1684.
En el interior, cerca del ábside, se encuentra un bajorrelieve, ejecutado de forma muy esquemática y tosca, con una persona que alancea un dragón. Se trata de una pieza reaprovechada y que se ha dispuesto tumbada, cuando en origen debió de estar vertical.

A finales del siglo XVII se amplió por el sur la nave y se construyó la torre campanario. En el cuerpo medio se colocó, reaprovechada del templo románico, una ventana estrecha, tipo aspillera. 

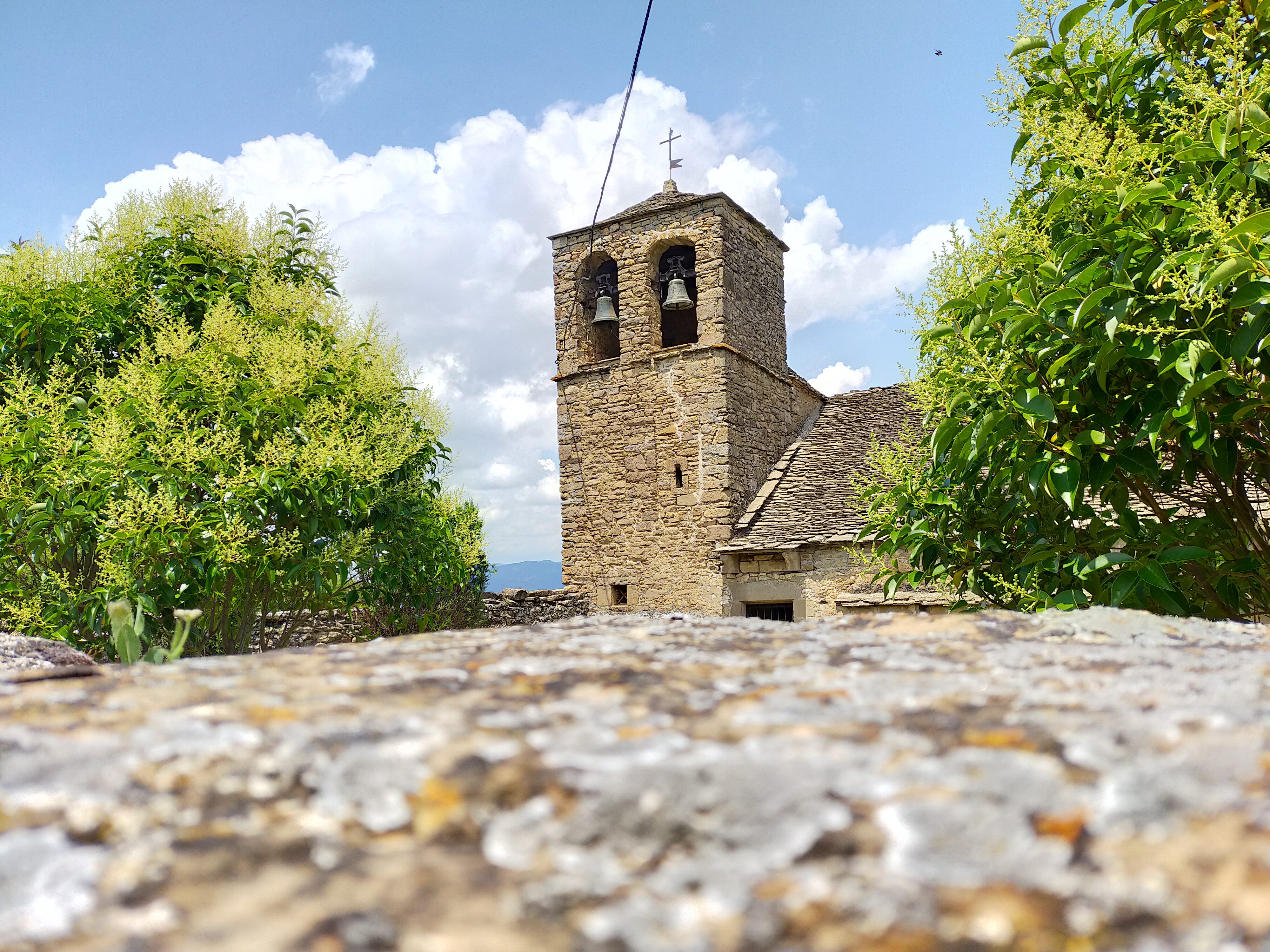
Iglesia de los Santos Ángeles Custodios

### Arquitectura tradicional
El pueblo está cuidadosamente conservado, con las calles pavimentadas con losa, mantiene el plano originario. Se conservan viviendas tradicionales, construidas con piedra, cubiertas con losas y con grandes chimeneas troncocónicas.

## Camino de Santiago
El Camino de Santiago por Binacua forma parte del ramal de San Juan de la Peña, una subdivisión del Camino de Santiago Francés por Aragón (Sendero de Gran Recorrido GR-65.3) que atraviesa de este a oeste todo el territorio de la Canal de Berdún, discurriendo paralelamente al río Aragón.
Su paso por Binacua, comienza en la localidad de Santa Cruz de la Serós, con una duración de 1 hora hasta su llegada a Binacua. Después de la llegada a Binacua, desciende  por la carretera hasta la localidad de Santa Cilia. 

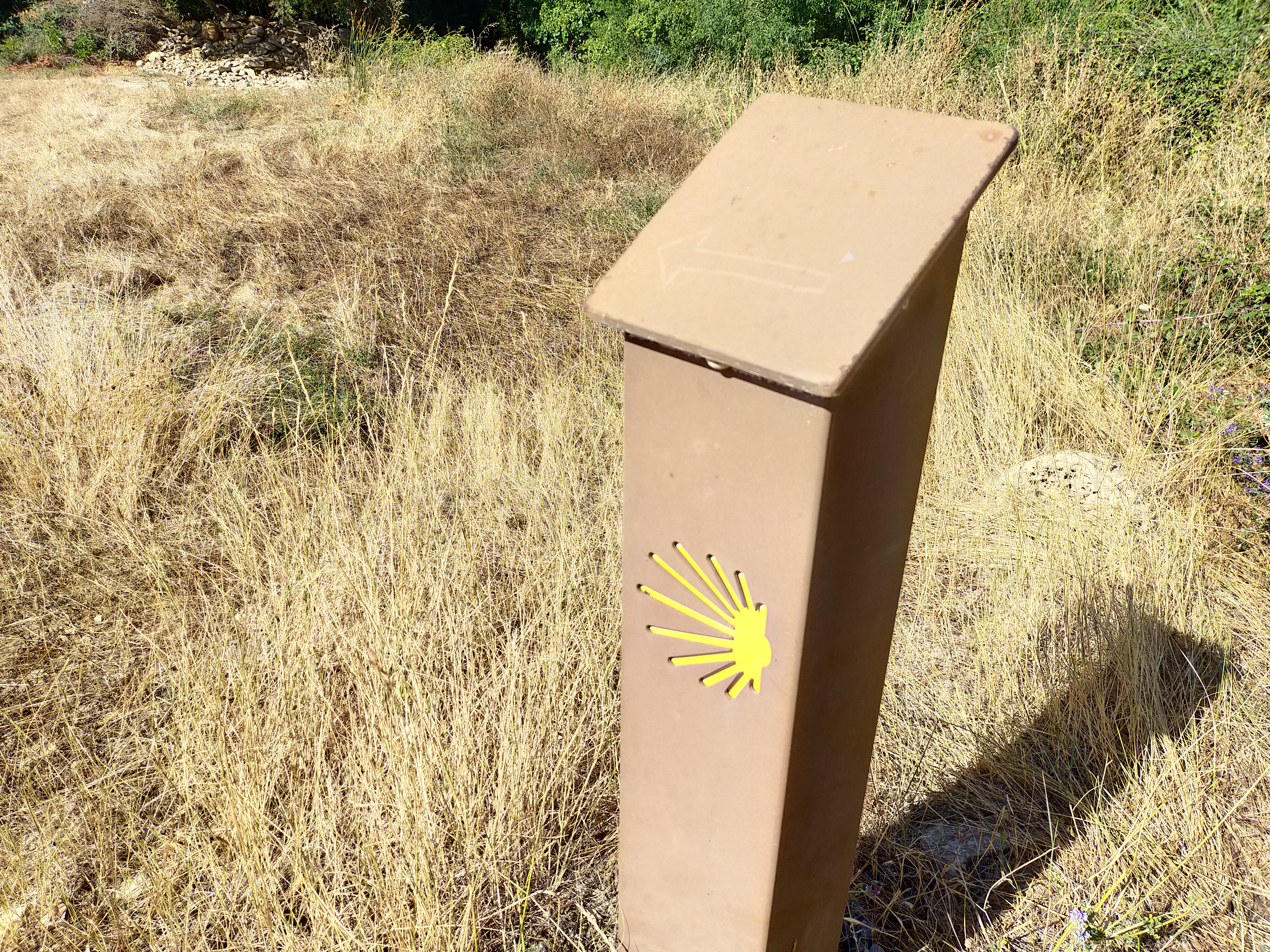
Señal del Camino de Santiago a su paso por Binacua

## Toponimia
Respecto del posible origen del topónimo Binacua, Manuel Benito Moliner, del Instituto de Estudios Altoaragoneses, opina que puede tratarse de un antropónimo con un sufijo de origen celta.
En la documentación histórica aparece citado a partir de 992 como Binacua, Binaqua, Uinaqua, Vinacua y Vinaque.

## Administración municipal
Al igual que otras muchas de su entorno fue una localidad propiedad de la Iglesia durante la Edad Media y Moderna, hasta que en 1836, con motivo de la desamortización eclesiástica, promovida por el ministro Mendizábal, se constituyó como municipio independiente integrado en el de Santa Cilia, juntamente con la venta de Esculabolsas. En la segunda mitad del siglo XIX pasó a formar parte del municipio de Santa Cruz de la Serós, al que sigue perteneciendo.

## Demografía
En el censo realizado en 1495 se recoge la existencia de tres fuegos (hogares) lo que supondría unos 30 habitantes. En 1857 aparecían censados 110 habitantes. En la segunda mitad del siglo XX experimentó la emigración a la ciudad, como en los pueblos del contorno, hasta llegar prácticamente a la despoblación. En 2010 tenía 26 habitantes. Actualmente cuenta con 28 habitantes.

## Fiestas y romerías
- El primer domingo de mayo se celebra la Romería en honor a la Virgen de la Peña, en el monte Cuculo.
- 15 de agosto, la Asunción de la Virgen. Comida popular organizada por los vecinos y amigos del pueblo.
- Último fin de semana de septiembre, fiestas patronales.
- 2 de octubre, fiesta de los Santos Ángeles Custodios. Ermita de San Juan de la Peña

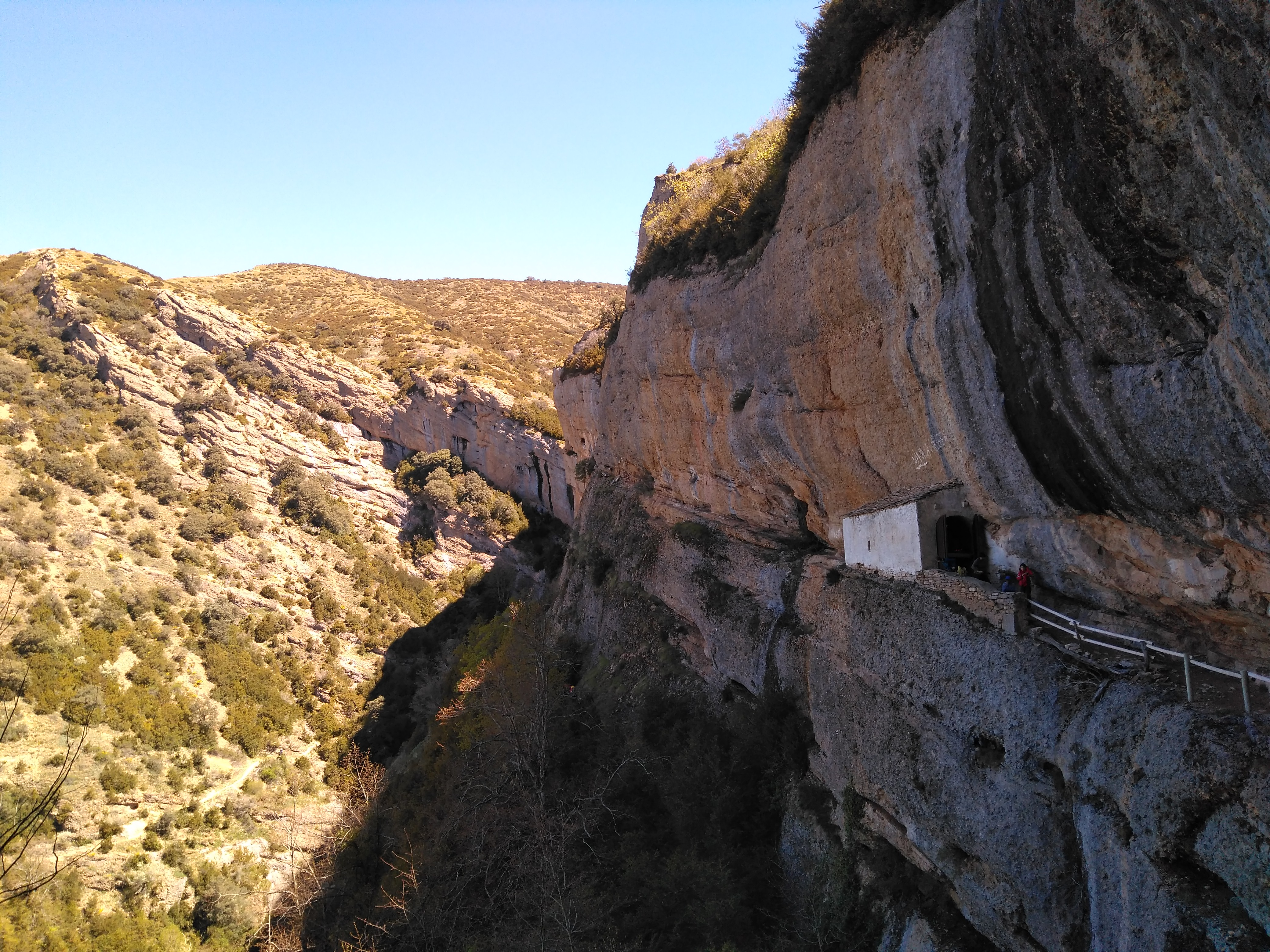
Ermita de San Juan de la Peña

## Galería

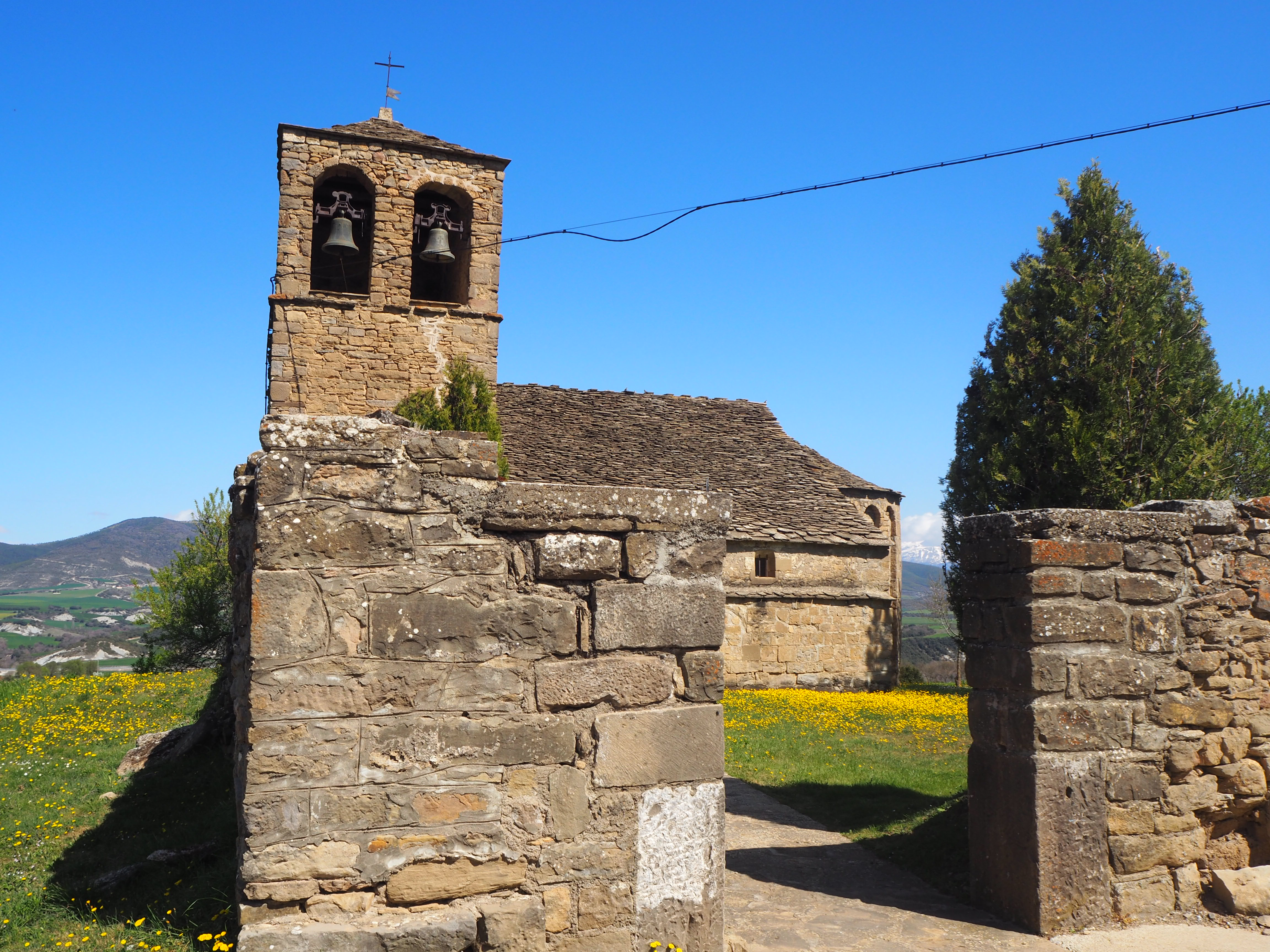
Iglesia de los Ángeles Custodios
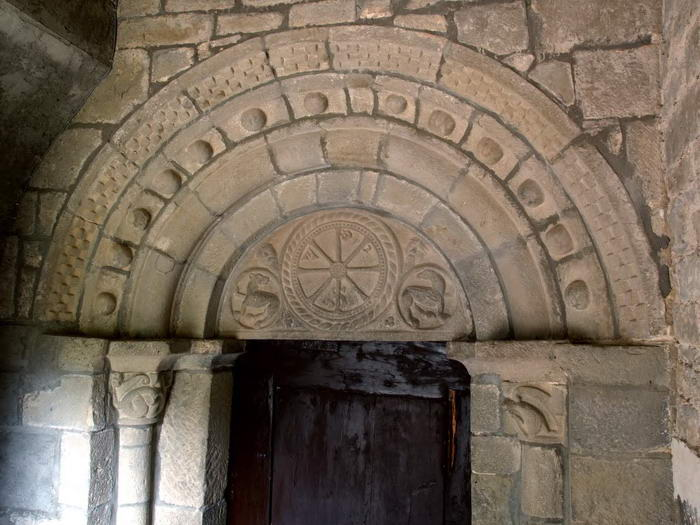
Portada románica de la iglesia
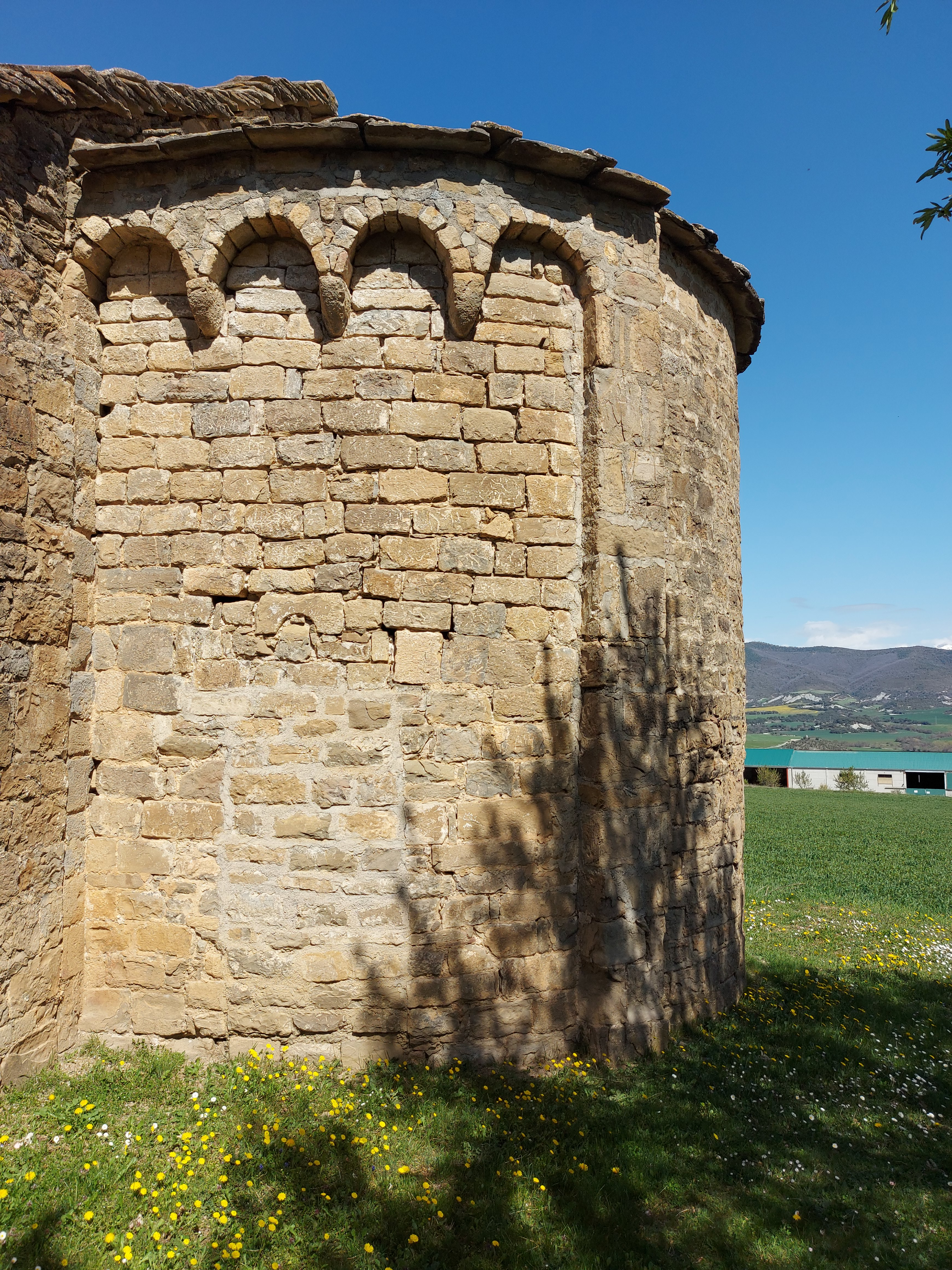
Ábside románico lombardo
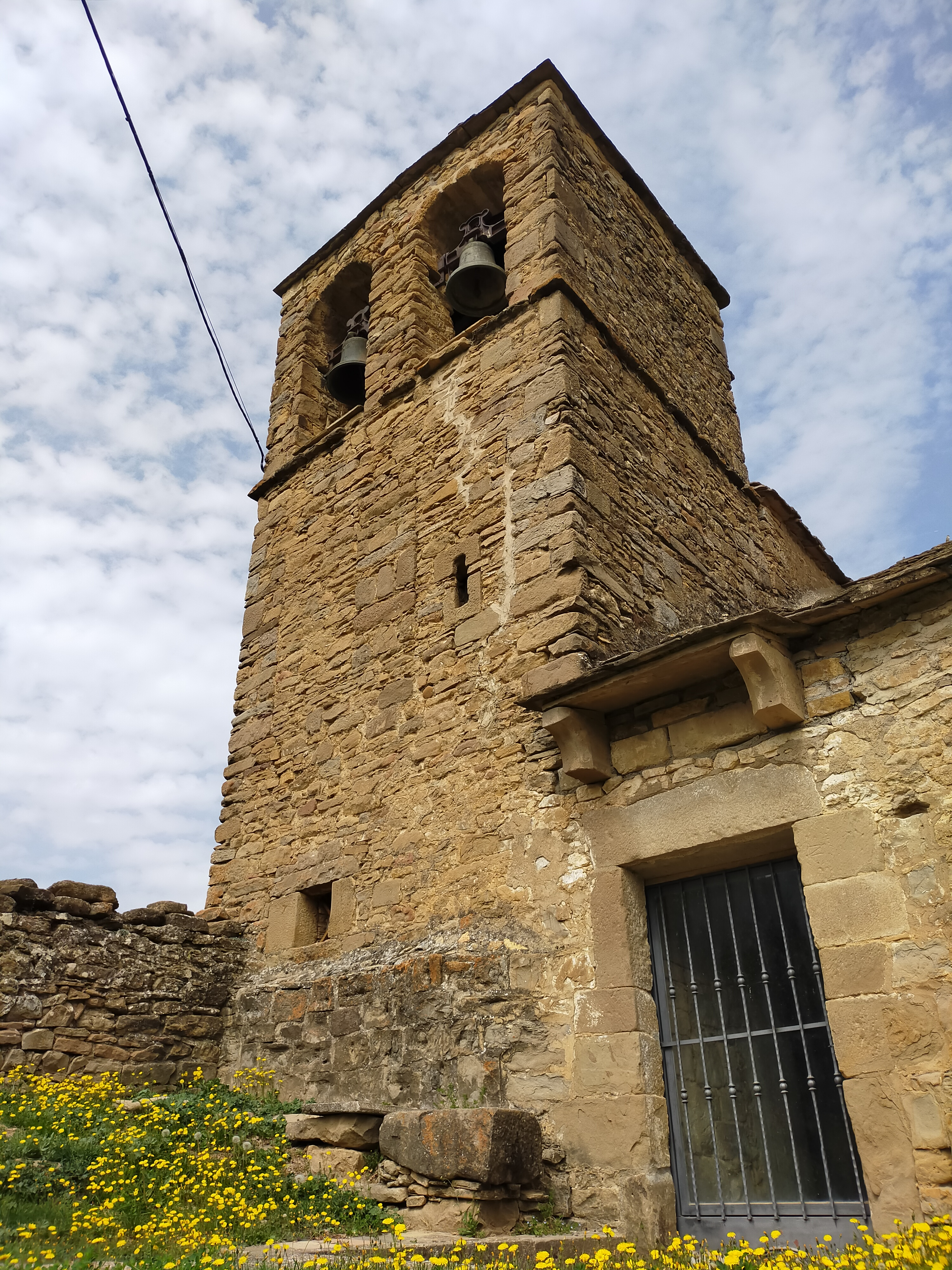
Torre (S. XVII) con ventana románica
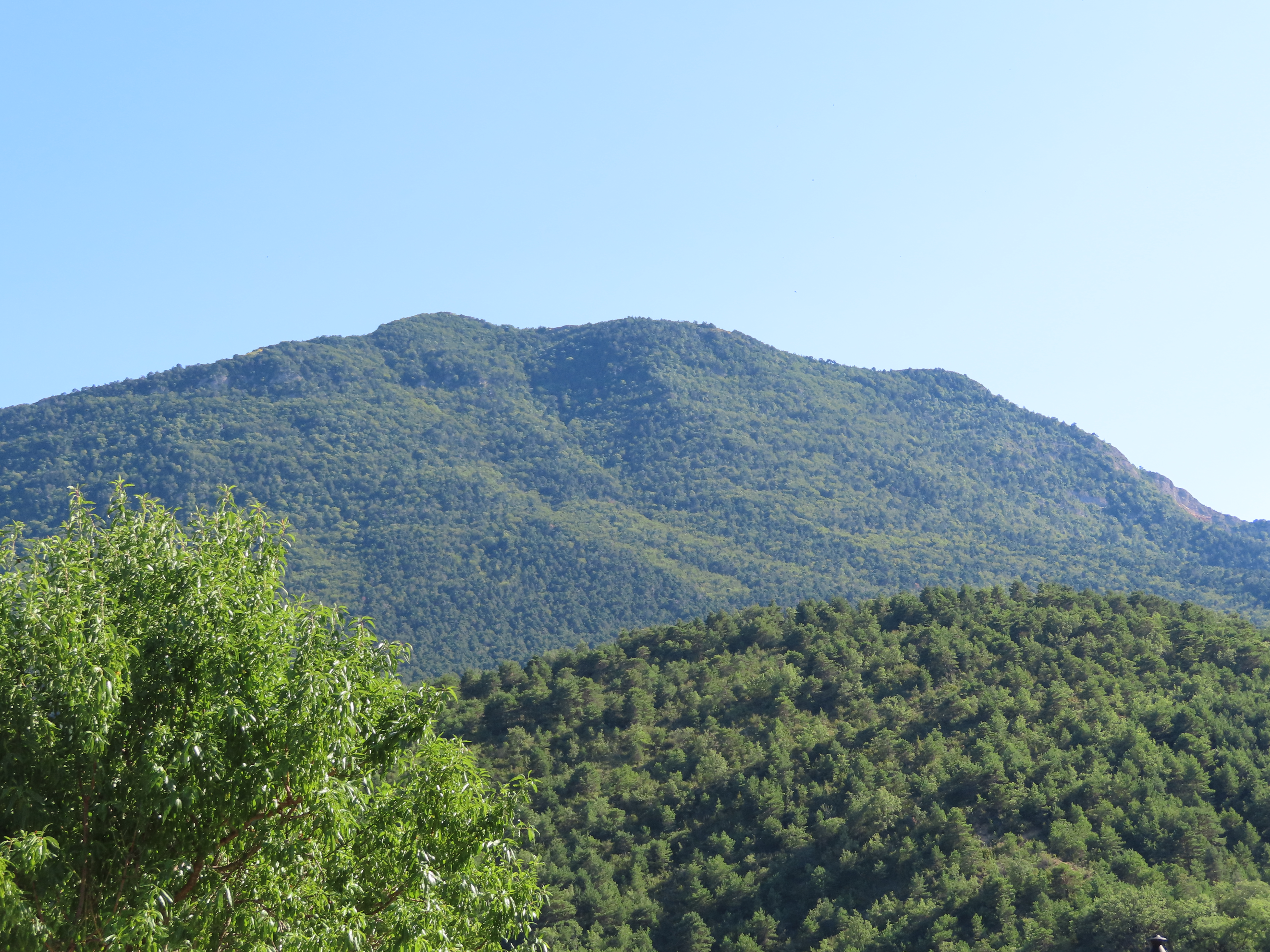
Vista al Monte Cuculo